# 쿠바
쿠바(스페인어: Cuba), 전체 이름 쿠바 공화국(스페인어: República de Cuba 레푸블리카 데 쿠바[*])은 북아메리카의 카리브 제도에 있는 섬나라로, 아메리카 유일의 사회주의 국가이다. 수도는 아바나이다. 카리브해에서 세 번째로 인구가 많은 나라로, 약 1,000만명의 주민이 살고있다. 카리브해에서 면적이 가장 큰 나라이다.
윈드워드 해협을 사이에 두고 동쪽에는 히스파니올라섬에 있는 아이티와 도미니카 공화국이, 케이만 해협을 사이에 두고 남쪽에는 케이만 제도와 자메이카가, 플로리다 해협을 사이에 두고 북쪽에는 미국 플로리다주가 있다.
지리적으로는 북아메리카에 포함되지만, 광의의 중앙아메리카에도 포함된다.「아메리카 합중국의 뒷마당」이라고 일반적으로 불리기도 하지만, 뒷마당이라기보다는 오히려 유럽과 라틴 아메리카를 연결하는 요로에 있다. 또한 아메리카 대륙에서 처음으로 성립한 공산주의 정권을 기념하여 「카리브에 떠오르는 붉은 섬」이라고 형용되기도 한다.
체 게바라가 참여한 쿠바 혁명으로 피델 카스트로가 집권한 이래 현재까지 공산주의 국가로서 미국의 경제 봉쇄로 경제의 어려움을 자립 경제 체제로 버티면서 미국과 대립하고 있었으나 2014년 12월 18일 국교정상화 선언을 했다. 1961년 자본주의 체제에서 공산주의 체제로 바뀌었으며, 냉전 시기인 1991년까지 중남미의 수많은 사회주의 혁명의 주요 지원 국가였다. 쿠바 섬은 카리브해의 진주라고 불리면서 세계인들에게 동경의 섬으로 알려진 곳이다.

## 역사

### 식민지 시대
쿠바에는 수천 년 전에 타이노족 등 원주민이 농경 등을 영위하고 있었으나, 15세기에 크리스토퍼 콜럼버스가 쿠바에 건너온 이후 19세기까지 스페인의 식민지로 있었다. 16세기 초부터 스페인사람들은 아프리카의 흑인 노예를 수입하여 19세기까지 쿠바에 수입된 흑인 노예의 수는 100만 명에 이르렀다. 17∼18세기에는 흑인들이 여러 차례 해방투쟁을 일으켰으나 스페인의 가혹한 탄압으로 끝을 맺었다. 쿠바와 미국 간의 긴밀성은 쿠바의 역사에 매우 많은 영향을 끼쳐 미국은 끊임없이 쿠바를 지배하려고 넘보았다. 19세기에 카를로스 마누엘 데 세스페데스와 호세 마르티는 각각 독립전쟁을 일으켰으나 스페인은 쿠바의 자치를 허용하지 않았고, 군사 통치자 발레리아노 베일레르(Valeriano Weyler)는 무자비하게 진압하였다.
1898년 미국의 메인 호가 아바나 항에서 정박 중에 폭발한 사고(메인호 사건)(후에 미국의 자작극으로 확인되었다.)를 구실로 미국이 일으킨 미서전쟁은 미국의 승리로 끝나고, 스페인은 쿠바를 미국에 넘겨주었다. 종전 후 3년 동안 쿠바에서는 미국 군대의 군정(軍政)이 실시되었으며, 1903년에는 관타나모에 미국 해군의 기지가 설치되고 쿠바의 중추적 기능을 미국 자본이 장악하는 등 쿠바는 미국의 사실상의 식민지가 되었다. 쿠바는 제1차 세계대전과 제2차 세계대전에서 연합군 측으로서, 명목상 선전포고는 하였으나, 실제 전투에 참가는 거의 없었다.

### 군인들과 바티스타의 독재
1930년 마차도의 쿠데타 이후로, 10여 년간 계속 군사 정권이 들어섰다. 1940년 쿠바 자유당의 바티스타는 선거로 정권을 획득하였다. 제2차 세계대전 이후 삶의 질은 향상되었으나 빈부 격차도 극심해졌다. 1952년에는 군부의 지지를 받는 바티스타가 쿠데타를 일으키고 권력을 얻어냈고 바티스타에 대항한 1956년 바르킨의 쿠데타는 실패로 끝났다.

### 공산주의 독재
1959년 카스트로가 정권을 장악하여 쿠바는 공산화되었다. 피델 카스트로는 집권한 이 후 쿠바 내 미국 자산을 모두 국유화하였고, 이에 미국은 강력반발하며 보복으로 1961년 1월 3일 국교를 단절하고 대사관을 폐쇄하였다. 이후, 미국은 쿠바를 침공하였으나 실패하였고, 1962년 쿠바 미사일 위기로 미국은 쿠바를 침공하지 않겠다고 약속하였다. 쿠바 공산화 때부터 1993년까지 쿠바의 독재정권을 피하고자 120만 명의 쿠바인이 쿠바를 탈출하였다. 1970년대 쿠바는 볼리비아, 앙골라 등의 공산당 군벌들을 원조했고, 미국은 이에 대응하여 해당 국가의 정부군을 지원하였다.
1991년 소련의 붕괴로 지원을 받을 수 없게 되자 쿠바의 경제는 더욱 악화되었다. 1993년에는 일부 민간차원의 미국과의 교류를 허용하였으나 미국은 금수 조치로 쿠바에 제재를 가했다. 카스트로정권에 반대하여 수감된 양심수가 500명에 이른다는 의혹이 제기되는 등 쿠바 정부는 지난 30년 동안 미국을 비롯한 국제사회로부터 인권 침해로 비난받아 왔다. 2008년, 피델 카스트로의 건강악화를 이유로 친동생 라울 카스트로가 새로운 국가평의회장직을 계승했다. 2014년 12월 18일, 쿠바는 적대적인 관계였던 미국과 국교정상화를 했다. 2016년 11월 28일에 마침내 피델 카스트로는 90세의 나이로 사망했다.

### 지리

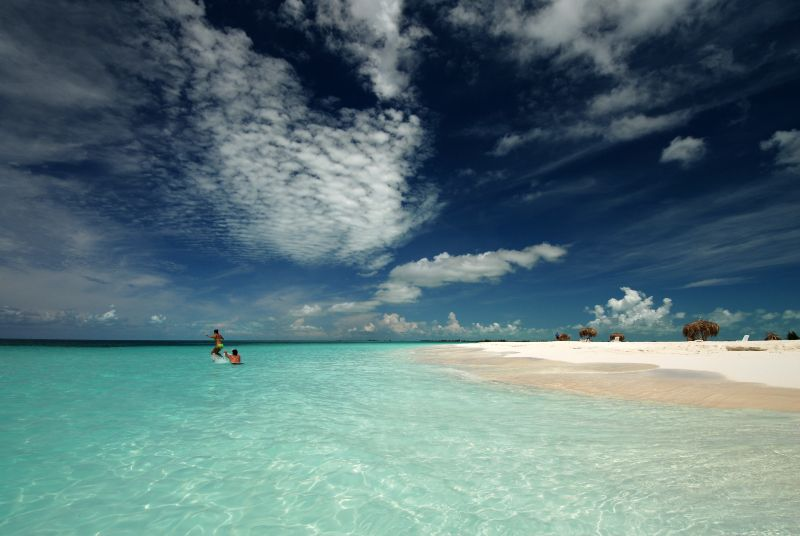
카요라르고델수르섬의 해변.

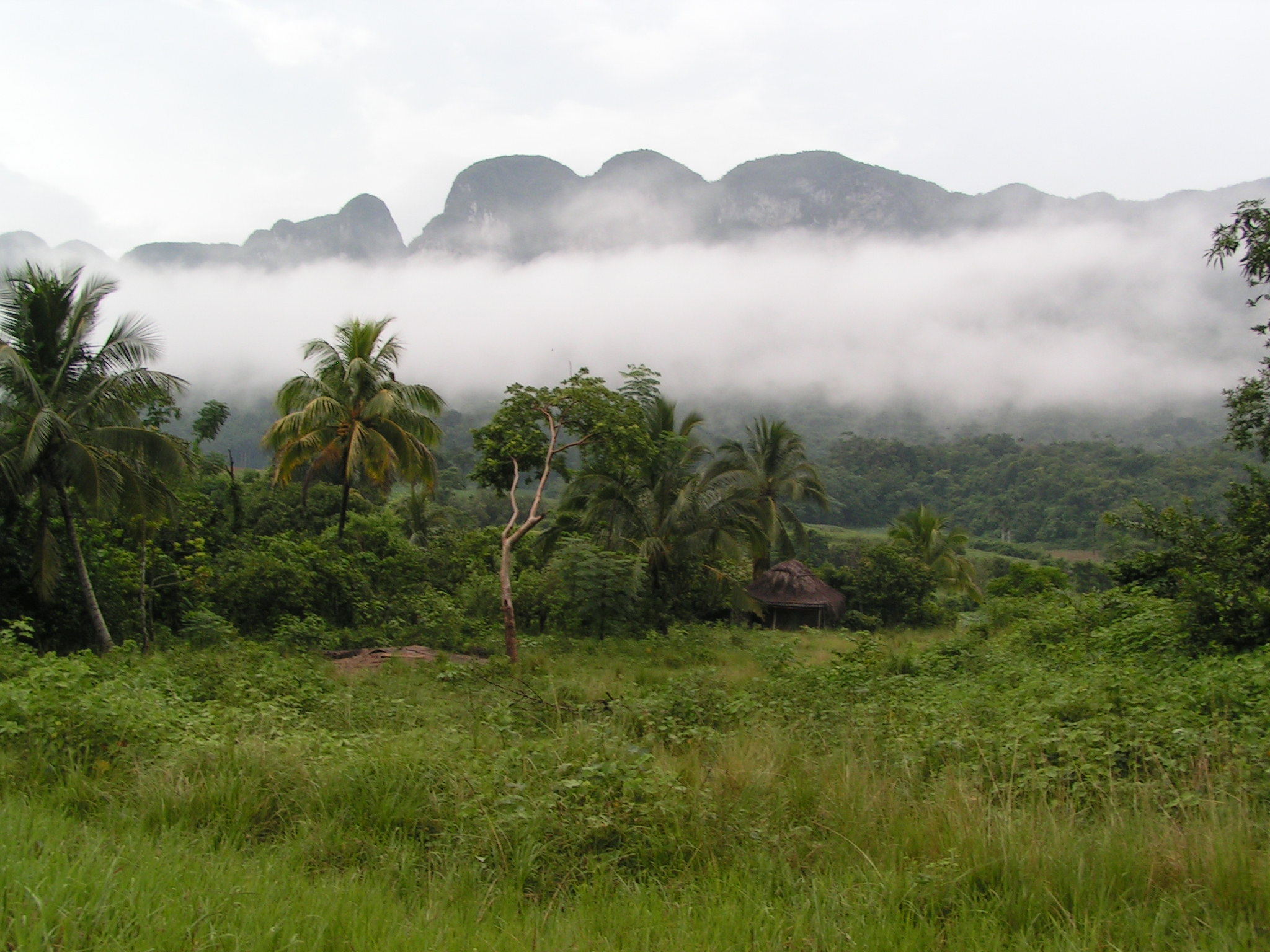
비냘레스 계곡의 풍경.

쿠바는 카리브해 북쪽에 있으며 주변으로 카리브해, 멕시코만, 대서양에 둘러싸여 있다. 쿠바 북쪽으론 미합중국 플로리다주와 바하마, 동쪽으로는 터크스 케이커스 제도와 아이티, 서쪽에는 멕시코의 유카탄반도, 남쪽으로는 케이맨 제도와 자메이카와 이웃하고 있다.
쿠바는 카리브 해의 군도로, 쿠바는 주요 섬이다. 주변의 섬들을 네 가지로 분류하는데 콜로라도스 제도, 사바나 카마구에이 제도, 하르디네스 데 라 레이나 제도, 카나레오스 제도이다. 쿠바 본섬은 면적이 105,006 제곱킬로미터로 국토의 대부분을 이루며, 길이는 1,233km에 이르는 세계에서 17번째로 큰 섬이다. 쿠바에서 두 번째로 큰 섬은 남서쪽의 이슬라 데 라 후벤투드(젊음의 섬)으로 그 면적은 3,056 제곱킬로미터이다. 쿠바의 총 면적은 110,860 제곱킬로미터이다. 쿠바는 다른 나라와 마찬가지로 지구온난화의 영향을 받고 있어서 2050년이 되면 국토의 6%가 바다에 잠긴다는 보고서가 발표되었다.
본섬은 대부분 평탄하거나 구릉이 있는 평야이다. 섬 남동쪽 끝에는 가파른 시에라 마에스트라 산맥이 있는데, 가장 높은 곳은 피코 레알 델 투르키노 산(높이 1,975m)이다.

### 기후

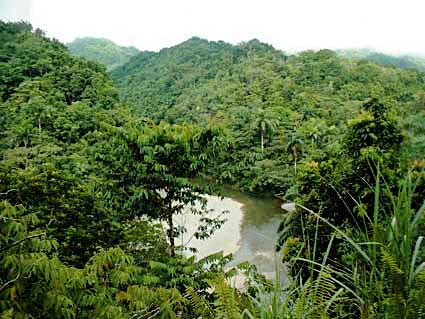
쿠바 동부의 알레한드로 데 움볼트 국립 공원.

이 곳의 기후는 열대에 속하지만, 연중 부는 북동쪽의 무역풍으로 온화하다. 일반적으로(지역차가 있지만) 11월에서 4월까지는 건기이며, 5월부터 10월까지는 우기이다. 평균 기온은 1월에는 21 °C, 7월에는 27 °C이다.
카리브 해는 기온이 따뜻한 데다 쿠바 섬이 멕시코 만 입구에 자리잡고 있어서 허리케인 이 지나갈 때가 많다. 허리케인은 9월과 10월에 자주 일어난다.

### 천연 자원
쿠바의 가장 중요한 광물 자원은 니켈이다. 쿠바는 러시아 다음으로 니켈 매장량이 많다. 캐나다의 에너지 기업인 쉐리트 인터내셔널(Sherritt International) 사는 모아에 거대한 니켈 광산 시설을 운영하고 있다. 다른 주요 자원으로는 니켈 채굴로 나오는 부산물인 코발트가 있다. 쿠바는 세계에서 정제한 코발트 생산량이 다섯 번째로 많은 나라이다.
최근 석유 탐사로 북부 쿠바 분지에서 약 46억~93억 배럴의 석유를 생산할 수 있는 것으로 밝혀졌다. 2006년 쿠바는 이곳에 시험 시추를 시작하였다.

## 정치
쿠바의 정치 체제는 사회주의 공화국이다. 국가원수는 국가평의회 의장과 국무위원회 의장을 겸하며 현재 미겔 디아스카넬(임기 5년)이다. 국가평의회는 인민 주권 민족 회의가 폐회 중일 때 입법 기능을 수행하고, 국무위원회는 행정을 담당한다. 국가평의회와 국무위원회의 구성원은 인민 주권 민족 회의(Asamblea Nacional del Poder Popular)에서 선출한다. 입법권은 5년 임기인 609명의 대의원으로 구성되는 인민 주권 민족 회의가 행사한다. 사법권을 행사하는 최고의 기관은 쿠바 최고 인민 법원(Tribunal Supremo Popular)이다. 쿠바에는 다양한 정당들이 존재하지만, 후보를 지명하거나 선거 운동을 할 수 있도록 허락된 정당은 "쿠바 공산당"(PCC) 이외에는 없다. 쿠바의 수도는 아바나이며, 쿠바에는 14개의 주와 1개의 특별구역의 행정구역이 있다. 쿠바는 대단히 군사화 된 국가이며 국가 자원의 큰 부분을 군대의 설립과 유지를 지원하기 위하여 할애하였다. 쿠바는 아프리카, 라틴 아메리카 등지의 전쟁을 지원하는 등 긴밀한 관계를 유지하는 반면, 미국과는 2014년 12월 18일 1961년 국교가 단절된 이후 53년 만에 국교를 정상화하였다. 미국은 수개월 내에 쿠바의 아바나에 대사관을 재개관하기로 하고 여행, 송금 제한 완화와 미국 금융기관이 쿠바 계좌를 개설할 수 있도록 하는 제재 수위를 낮추기로 했다.
대한민국과는 2005년 KOTRA 무역관이 개관하였고, 현재 연간 5000여 명이 쿠바를 방문하는 등 민간차원에서는 차질 없는 교류를 하고 있었으며 2024년 2월 14일 수교하였고, 조선민주주의인민공화국과는 1960년에 수교하였다.

### 행정 구역

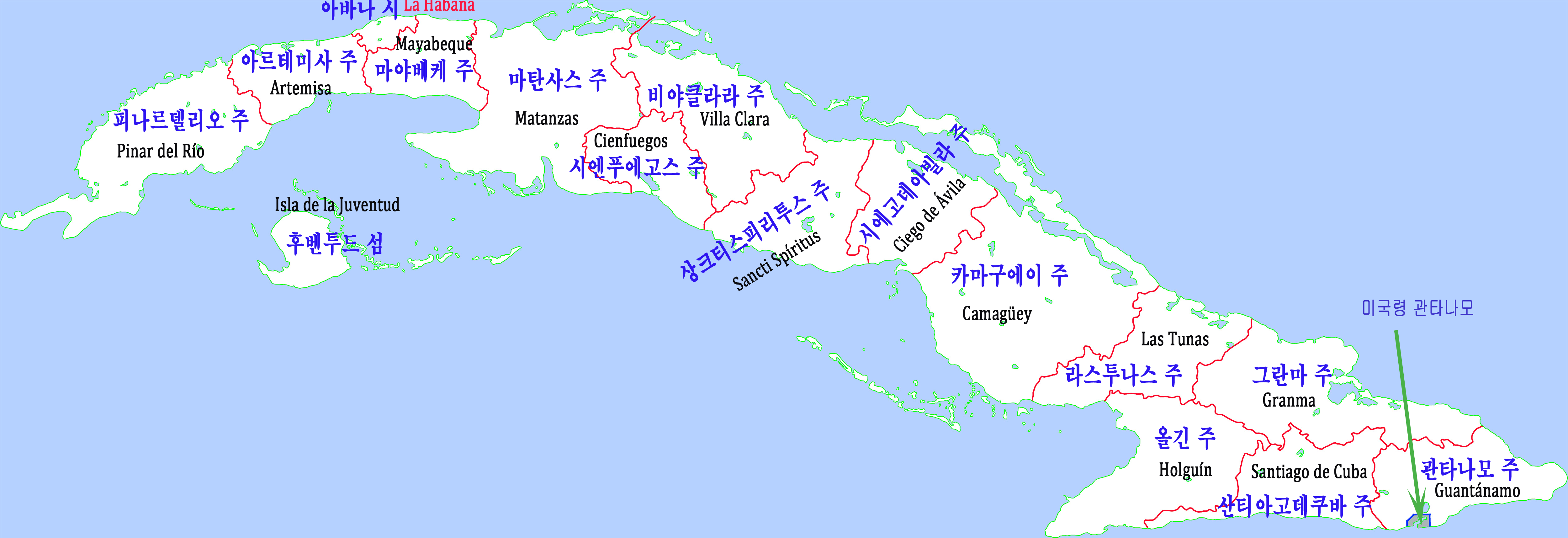
쿠바의 행정 구역
쿠바에는 15개 주(provincia)와 특별구역(이슬라 데 라 후벤투드)와 관타나모만 해군기지로 이루어져 있다. 과거에는 여섯 지방으로 피나르 델 리오(Pinar del Río), 아바나(Habana), 마탄사스(Matanzas), 라스 비야스(Las Villas), 카마궤이(Camagüey), 오리엔테(Oriente)로 나누었다. 현재 행정 구역은 쿠바 독립 전쟁 당시 에스파냐의 군사 지역과 매우 유사하다.
쿠바의 주는 여러 시군(municipio)으로 세분된다.

## 경제

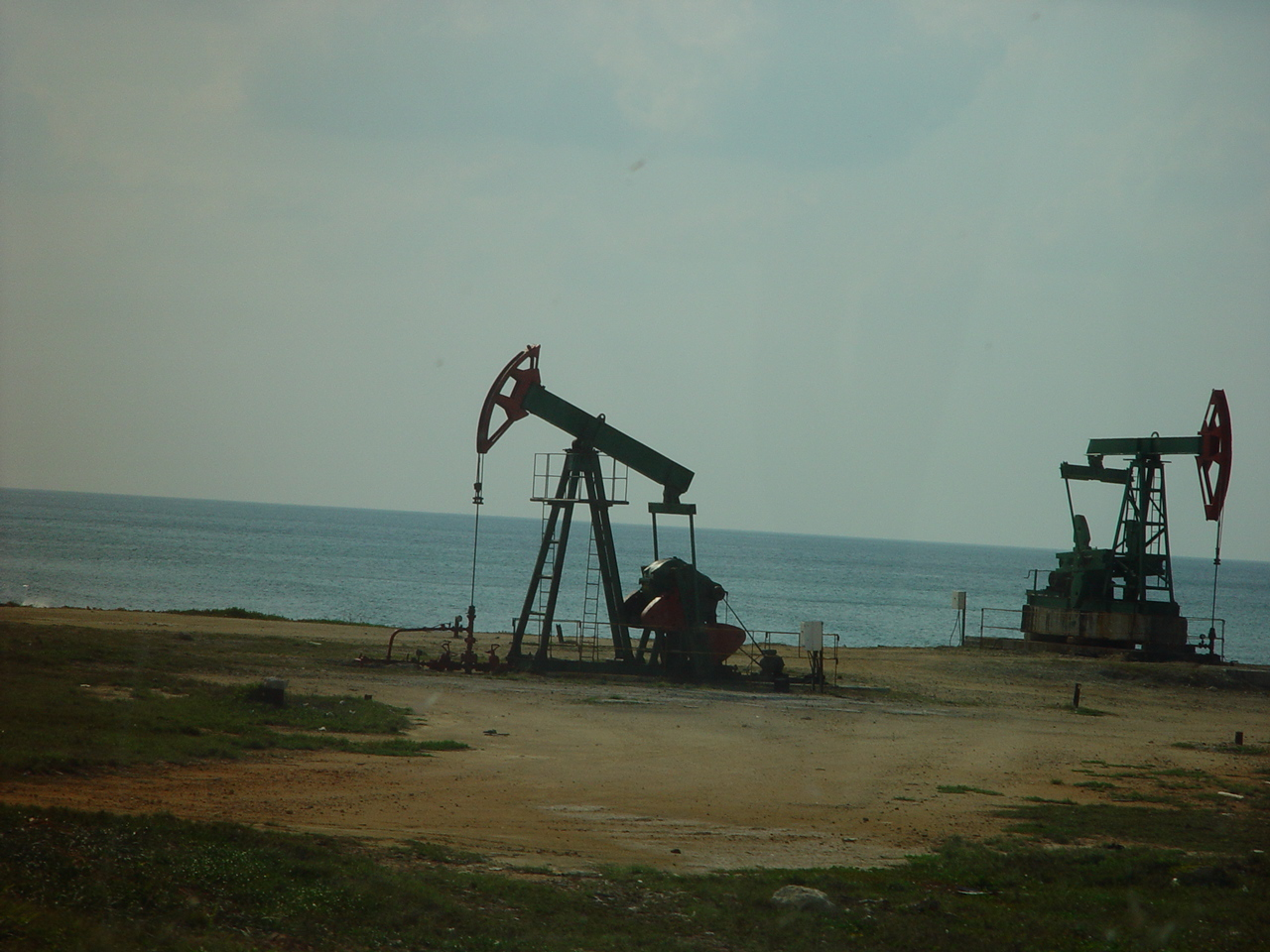
쿠바의 오일 펌프

쿠바 정부는 정부가 대규모로 통제하는 계획경제를 조직하는 데에 공산주의 정책을 고집하고 있다. 생산수단의 대부분은 정부가 소유·운영하며, 정부가 대부분의 인력을 고용하고 있다. 최근에는 사기업의 인력 분담율이 증가하는 경향이 있다. 1981년 공공부분이 91.8%, 사기업이 8.2%의 인력을 고용한 것에 비하여, 2006년에는 공공부분이 78%, 사기업이 22%의 인력을 고용하고 있다. 자본 투자는 제한적이며 정부가 승인하여야 가능하다. 게다가, 쿠바 사람을 고용하고자 하는 기업은 쿠바 정부에 임금을 지급하고, 쿠바 정부가 다시 해당 근로자에게 쿠바 페소로 임금을 지급한다.
쿠바 정부는 이론적으로는 계급 특권을 부정하는 입장이지만, 공산당원 또는 정부에 권력을 가진 자에 대한 우대가 존재한다. 교통, 직업, 주거, 대학 교육 그리고 보다 우수한 보건 혜택을 받는 것은 정부나 또는 공산당 내에서 신분을 가져야 가능하다. 1980년대 말부터 쿠바의 국가 운영 경제에 대한 소련의 보조금이 고갈되기 시작하였다. 소련이 붕괴되기 전까지 쿠바에게 소련은 수출의 보호무역 시장이었고 많은 경제 원조의 주역이었다. 소련은 쿠바산 사탕수수를 시장보다 높은 가격에 사 주었고 석유를 시장보다 낮은 가격에 쿠바에 공급해 주었다. 한때 쿠바가 소련으로부터 받는 보조금은 60억 달러에 달하였다. 이 보조금이 사라지자 쿠바의 경제는 "페리오도 에스페시알 엔 티엠포 데 파즈"(Período especial en tiempo de paz)라 불리는 급속한 경기불황에 직면하였다. 1992년에는 미국이 쿠바에 대한 엠바고를 더욱 강화하였다. 일부에서는 이것이 쿠바 사람들의 삶의 질을 1년 내에 위기 상황으로 몰아가는 데에 일조했다고 보고 있다.
쿠바는 1인당 실질 GDP가 약 2만 달러에 달하지만, 엄청난 고환율 정책으로 인해 쿠바 페소화가 비정상적으로 자국내에선 고평가되어 있고, 국제 화폐 기준에서는 매우 저평가되어 있기 때문에 나타나는 수치이다. 전문가들은 쿠바의 1인당 명목 GDP를 약 7천 달러로 예상하며, 쿠바 내에서 생산되는 품목의 경우는 싼값에 거래되지만 수입 물품의 가격은 상상을 초월한 상태이다.
소련이 붕괴됨에 따라, 다른 공산주의·후(後)공산주의 국가들과 마찬가지로 쿠바는 소련의 원조의 종결을 벌충하여 식량, 소비재, 서비스 산업의 부족을 완화시킬 제한적인 자유 시장 수단을 취하였다. 이러한 수단들은 일부 소매와 경공업 분야에서의 자체적인 고용과 기업계에서 미국 달러 사용의 합법화, 그리고 관광 산업의 육성을 포함한다. 1996년, 관광산업은 사탕수수 산업을 제치고, 쿠바가 경화(硬貨)를 벌어들이는 가장 큰 자원이 되었다. 쿠바는 최근 10년간 카리브해 지역의 관광산업에 있어서 시장점유율을 3배나 올려놓았다. 이것은 관광산업의 인프라에 많은 투자를 한 결과이며, 이러한 성장율은 앞으로도 지속될 것으로 예상된다.

### 농업

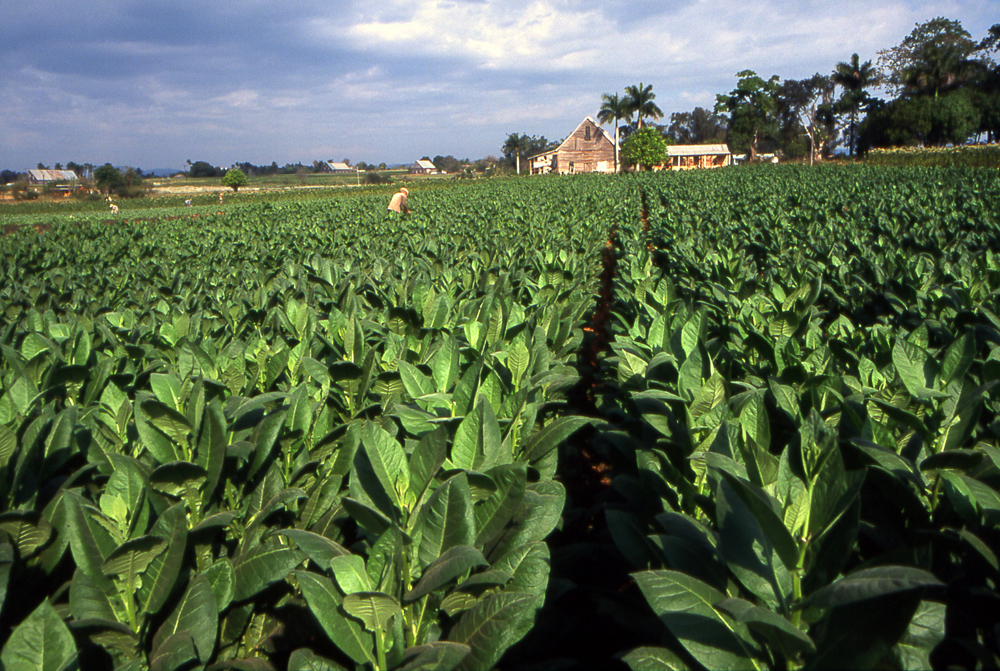
쿠바의 담배 농장

쿠바의 경제에서 기본은 사탕수수 생산이다. 사탕수수 재배 면적은 부침땅의 4분의 1을 차지하며 사탕수수는 수출총액의 80~85%를 차지한다. 설탕 수출량의 4분의 3이 미국에 수출되고 있다. 사탕수수의 생산은 국민총생산의 25%를 차지한다. 아바나 시가는 세계 최고품 담배로 주요 수출품이다. 그밖에 벼, 옥수수, 콩, 땅콩, 감자, 귤, 커피, 레몬, 코코아, 파인애플, 목화, 채소류 등 다양한 농산물을 재배하고 있다. 농업협동화와 저수지건설이 힘차게 추진되고 있다. 축산물은 이 나라 농업의 2대 부문의 하나이다. 혁명 전의 플랜테이션이나 대지주 경작지는 전부 공산주의 혁명이후 정부에 의해 토지개혁이 시행되어 국유농장이나 소농(小農)의 경작지가 되었다. 1990년대 소련의 몰락과 미국의 봉쇄 정책으로 유기농업이 시작되었다. 쿠바는 사탕수수를 위주로 한 대량생산 시스템을 포기하고 소와 유기질 비료를 이용한 협동농장 중심의 친환경 농업으로 전환하였다.

### 목축업
주요 짐승은 닭, 소, 돼지 등이다. 수산업에서는 왕새우잡이가 유명하여 생산량이 라틴아메리카에서 첫 자리를 차지한다.

### 공업
공업에서 기본을 이루고 있는 것은 사탕공업이며 기타 채취, 전력, 야금, 세멘트, 화학, 원유가공 등 중공업이 발전하고 있다. 주요지하자원은 니켈, 코발트, 철, 망간, 동, 크로뮴, 보크사이트 등이다.
주요수출품은 사탕수수, 니켈을 비롯한 광물류, 잎담배(시가)와 그 가공제품, 커피, 물고기 제품 등이며 주요수입품은 기계, 식료, 원유, 강재, 화학제품 등이다. 철도 및 자동차, 해상 운수가 중요한 역할을 한다.

### 무역
2006년 기준으로 쿠바의 주요 수출 상대국은 베네수엘라(13.39%), 스페인(7.66%), 독일(5.66%), 미국(4.46%)이다. 주요 수입 상대국은 베네수엘라(12.82%), 스페인(4.14%), 러시아(3.17%), 볼리비아(1.59%)이다. 2006년 기준으로 총수출액은 2,980백만 달러, 총수입액은 10,174백만 달러이다. 주요 수출 품목은 시가 제품(213,218천 달러), 기타 의약품(178,905천 달러), 무인 항공기(88,625천 달러), 페니실린 등 의약품(38,131천 달러), 금속(38,016천 달러)이다. 주요 수입 품목은 디젤유(450.232천 달러), 냉장고(281,446천 달러), 형광등(169,650천 달러), 쌀가루(152,997천 달러), 냉동 닭고기(105,213천 달러)이다.

## 사회
국내 총생산의 10%를 투자하는 무상교육과 7%를 투자하는 무상의료 시스템은 오직 공공선의 목적으로 굴러간다. 쿠바에는 학생이 10명 이하인 학교가 2천여 개에 달하고, 의사들의 수준은 미국에 뒤지지 않는다. 그러나 쿠바 국민은 전체가 배급 수첩을 소지하고 있으며, 매일 배급을 받는다. 과거에는 외국의 초청이 없는 한 해외로 출국할 수 없었으나 최근 여권만 있으면 출국할 수 있도록 법이 바뀌었다.

### 인구와 주민
이 나라는 500여 년 전에 스페인 사람들이 원주민 인디오를 학살했기 때문에 백인 정착자와 흑인 이주민으로 이루어져 있다. 현재, 주민의 인종 구성은 물라토가 37%, 유럽계 백인이 51% (주로 스페인계), 흑인 11%, 중국계 1% 인 것으로 추정되며 그 외에도 메스티소가 있다. 쿠바 정부는 인종별 통계는 인종차별로 연결된다는 이유로 인종별 통계를 가지고 있지 않았다. 그러나 추계 값은 점차 혼혈이 증가하는 추세이며 2002년 쿠바의 인구조사에 따르면 쿠바의 총인구는 1117만7743명 이고 이 중 남성이 559만7233명, 여성이 558만0510명이었다. 인종별로 보면, 백인이 727만1926명, 메스티소 및 물라토가 277만8923명, 흑인이 112만6894명이었다.
인구 통계에 대한 신빙성에 의문을 제기하기도 한다. 마이애미 대학교의 쿠바와 쿠바-미국 연구소(The Institute for Cuban and Cuban-American Studies)는 62%가 흑인이라고 말한다. 반면에 2002년 인구 조사에서는 백인이 65.05%로 나타났었다. 국제 소수자 인권 연대(The Minority Rights Group International)는 아프리카-쿠바 혼혈인의 상황에 대한 객관적인 평가는 혁명 전후의 빈약한 자료와 체계적인 연구의 결핍으로 인하여 여전히 의문인 상태라고 말한다. 쿠바의 인구에서 아프리카 출신의 후손들이 차지하는 비율은 33.9%에서 62%로 매우 다양하다. 쿠바의 주민은 매우 복잡한 기원을 가지고 있으며 점점 흑인계의 인구증가율이 높아지고 있으며 전통적으로 백인과 메스티소가 사회의 중심세력을 이루고 있다. 근래에는 다양한 종족간의 결혼도 일반적으로 이루어지는 등 종족의 통합을 지향하는 추세다.
백인의 선조들은 스페인 사람과 다양한 라틴 아메리카 출신들이다. 18세기, 19세기 그리고 20세기 초반에 카나리아 사람, 카탈란 사람, 안달루시아 사람, 갈리시아 사람 그 밖에 다른 스페인 사람들은 쿠바 이주의 거대한 물결을 이루었다. 그 밖에도 아일랜드인, 영국인, 프랑스인, 이탈리아인, 포르투갈인, 러시아인, 전쟁 전 이민 온 일본계 등 아시아인 등 다양한 인종들이 쿠바에서 살고 있다. 아프리카-쿠바 혼혈인들의 선조는 주로 콩고에서 건너왔다.
20세기 동안 있었던 이민은 쿠바의 인구 특징에 많은 영향을 주었다. 1903년에서 1933년 사이에 72만 명의 스페인 사람, 19만 명의 아이티 사람, 12만 명의 자메이카 사람, 기타 약간의 미국 사람, 중국 사람 등의 이민이 있었다. 1959년 쿠바 혁명을 통해 이뤄진 현 정부의 정책에 따라 라틴 아메리카 국가별, 스페인 식민 시대부터 이어져 온 인류에 기반 전통적 계급 사회는 파괴되고 많은 백인 유산 계층과 중산층이 미국 플로리다와 서유럽으로 망명했다. 쿠바는 또한 비 쿠바인의 피신처이기도 한데, 정확한 숫자는 알려지지 않고 있다. 수천 명의 북부 아프리카 출신의 10대 및 소아 난민들도 존재한다.
쿠바의 출산율(2006년, 1천명 당 9.88명)은 서반구에서 가장 낮은 수준이다. 쿠바 전체의 인구는 1961년의 약 7백만 명에서 현재의 1100만 명으로 꾸준히 증가하였다. 그러나 증가율은 지난 수십 년간 둔화되었다. 그리고 2006년부터는 증가율이 낮아지기 시작하였다. 2006년의 여성 1인당 출산율은 1.43명이다. 이러한 출산율의 하락은 서반구에서는 가장 큰 것이다. 쿠바에서 이혼은 자유로우며 1996년에 1천명당 58.6명이 이혼하였다. (캐리비안 지역 평균 35명, 라틴 아메리카 평균 27명, 유럽 평균 48명과 비교된다.) 피임율은 약 79%인데, 이 수치는 서반구의 상위 1/3에 속한다.

### 언어
현재 공용어는 스페인어(쿠바 방식의 스페인어)이다. 하지만 관광 산업에 주력하고 있는 미국 본토에 가까운 곳, 그리고 공교육의 보급률이 높다는 점 때문에, 호텔, 레스토랑, 그리고 도심 등에서는 영어(보통 자메이카에서 넘어온 사람도 사용한다.)가 통한다. 구 소련 해체 전에는 러시아어도 공용어로 추가되었다. 러시아어는 쿠바의 대도시에서 사용된다. 또한, 아이티에서 이주한 주민은 아이티어(아이티식의 독특한 크레올 언어.)를 사용하며, 스페인어를 구사하는 인구도 있는 편이다. 그러나, 대부분이 사용하는 언어는 스페인어로 통하며, 영어, 아이티어는 소수가 사용하기 따름이다.

### 교육
카스트로는 쿠바가 미국의 반식민지가 되었던 것은 미국의 선전을 국민들이 간파하지 못했기 때문이라고 생각하고, 국력을 교육에 집중하였다. 1959년 쿠바혁명 이후 카스트로 정권은 교육 사회 복지 부문에 대한 투자 비율을 강화하고 관련 예산이 국가 예산의 16%를 차지하게 되었다. 이에 따라 농촌의 문맹률이 크게 하락하였고 대학을 포함한 모든 교육은 무료로 제공한다. 유치원을 거쳐 예비학교 1년, 초등학교 6년, 중학교 3년은 의무교육(obligatorio)이며 이후 고등학교, 대학교로 이어진다. 초등학교에서는 학급을 20명으로 하거나, 서브티쳐(sub-teacher)를 도입하고 있다. 고등학교 과정은 크게 직업교육을 목적으로 한 실업계고등학교, 대학교 진학을 목적으로 한 인문계고등학교, 예술고, 체육고로 나뉜다. 초등학교에서 고등학교까지 모두 교복을 입으며, 학년에 따라, 기숙사 여부에 따라, 전공에 따라 교복의 색과 무늬가 달라진다. 특히 농촌에서 높았던 문맹률 일소 운동을 전개하여 문맹률이 낮아졌다. 2002년 인구조사에 따르면 15세 이상 국민의 문자해독률은 99.8%이며 이는 아르헨티나, 우루과이, 칠레와 함께 라틴 아메리카 최고 수준이다. 또 국민의 대다수는 고등학교를 졸업한다. 주요 고등 교육 기관으로 1728년에 개교한 아바나 대학 등이 꼽힌다. 2001~2002년 기준으로 19만 1262명의 학생이 고등 교육을 받았다. 또한 쿠바는 학교 교육에서 스포츠에 주력하고 있으며 특히 야구는 초등학교에서 대학까지 필수 과목으로 도입했고 쿠바 최고의 인기 스포츠다.

### 인권
쿠바 정부는 고문, 자의적인 구금, 불공정한 재판 그리고, 사법절차에 의하지 않은 처형 {일명, 엘 파레돈("El Paredón")} 등을 포함한 수많은 인권 유린으로 지탄을 받고 있다.
휴먼 라이트 워치는 이 정권이 거의 모든 정치적인 반대를 탄압하고 표현·회합·사생활·정치적 운동의 자유와 적법절차의 원칙을 제도적으로 보장하지 않는다고 주장한다. 앰네스티나 휴먼 라이트 워치 같은 인권 단체는 쿠바 양심수에 대한 보고서를 발행했다. 국경 없는 기자회는 2008년의 세계 언론 자유 지수에서 쿠바를 최하위권으로 평가하였다. 그리고, 국경 없는 기자회는 쿠바를 조선민주주의인민공화국과 공동으로 "세계에서 첫 번째로 언론인을 많이 투옥하는 나라"라고 간주한다. 쿠바 반정부 단체 하얀 옷의 여자들은 2005년 유럽 의회에서 사하로프상을 수상했다.
쿠바는 수많은 반체제 인사들을 투옥하였다. 유명 인사로는 페드로 루이스 보이텔(Pedro Luis Boitel), 마르타 베아트리즈 로케(Marta Beatriz Roque), 라울 리베로(Raúl Rivero), 마누엘 바즈케즈 포르탈(Manuel Vázquez Portal), 엑토르 마세다 구티에레즈(Héctor Maseda Gutiérrez), 호세 루이즈 가르시아 페레즈(Jorge Luis García Pérez), 기에르모 파리냐스(Guillermo Fariñas)가 있다. 휴먼 라이트 워치는 투옥된 정치범의 숫자가 매우 축소되어 발표되었을 것이라고 주장한다. 휴먼 라이트 워치에 따르면, 정치범들은 다른 죄수들과 함께 수준 이하이며 비위생적인 조건의 감옥에 투옥되고 있다. 그 밖에도 블로그를 통해서 쿠바 소식을 생생히 전하는 요아니 산체스(Yoani Sánchez)와 같은 경우는 매우 엄격한 감시를 받고 있다.
쿠바 국민들은 정부 허가(하지만 극히 드물다) 없이는 쿠바를 떠나거나 돌아올 수 없다. 쿠바 정부는 조선민주주의인민공화국과 비슷한 광범위한 검열 제도를 실시하고 있으며, 국경 없는 기자회의 2008년 언론 자유 지수에서 최하위 순위를 보였다. 검열은 쿠바에 대한 정확한 정보 전달을 제한한다. 언론매체는 정부에 의해 통제된다. 쿠바의 매체는 공산당의 혁명 지도부에서 관할하며, "선전 전략을 발전시키고 협조 한다.".
당국은 인터넷을 "21세기의 큰 질병"이라 부른다. 컴퓨터 소유가 금지되어 컴퓨터 보유율이 세계에서 가장 낮다. 인터넷을 이용할 권리는 선택된 사람들에게만 허가되며, 이들도 감시받는다. 불법적인 인터넷 연결은 징역 5년형에 처해질 수 있다.

### 의료
1959년 쿠바혁명 이후 쿠바에서는 모든 사람들에게 무상의료를 시행하였다. 일차의료기관(Primary Health Care)을 중시하는 의료 제도를 채택하여 독특한 사회 복지 정책과 함께 "쿠바 모델"로 유명하다. 쿠바에는 '가정의 제도'가 있어 지역 주민의 건강 상태를 파악하는 등 예방진료를 담당한다. 가정 의사는 의사가 환자를 방문하여 돌보는 것을 기본으로 한다. 종합의료기관(폴리클리닉)은 1차 진료기관으로 모든 진료과목과 전문의를 보유하고 있다. 최종 진료기관으로는 종합병원이 있고 이는 종합수술 및 입원이 가능한 병실 등을 보유하고 있다. 또한 쿠바 라틴아메리카 의과대학에서는 미국인을 포함하여 유학생을 무료로 받는다. 의사들은 의료혜택을 받지 못하는 오지에서 수년간 의료 봉사활동을 한다. 쿠바는 재해가 발생한 해외에 의사를 파견하고 있다. 이것은 마이클 무어 감독의 영화 《식코》에서 소개되기도 하였다. 베네수엘라와 의사-석유 교환 협정으로 베네수엘라의 바리오 아덴트로 미션에 의료인력과 설비를 제공하고 석유를 받고 있다.

## 문화
쿠바 국민의 대부분이 스페인이나 아프리카로부터 이민을 왔기 때문에, 쿠바의 문화는 스페인과 아프리카, 특히 요루바(현재의 나이지리아)의 전통 문화로부터 영향을 받아 그것들이 혼합되어 있다는 특징이 있다. 또한 국민의 영화 감상이 번성한 나라이기도 하다.

### 종교
쿠바 혁명으로 공산주의 국가가 된 후 쿠바정부는 종교를 탄압했으나, 현재는 종교의 자유를 허용하고 있다. 그러나 현재 무교가 인구의 55%에 달한다. 스페인 식민의 영향으로 쿠바에서 가장 중요한 종교는 로마 가톨릭교회이고 쿠바 혁명 이전에 인구의 70% 이상이 로마 가톨릭교회 신자였다.(1957년) 그러나 카스트로 정권 아래 신자 수는 약 40%까지 감소하고, 종교 활동이 반혁명 활동으로 간주되지 않을 필요성 때문에 현재도 로마 가톨릭교회의 전교는 정부의 제한을 받고 있다. 다른 종교로는 장로교 등의 개신교, 여호와의 증인, 유대교, 그리고 기독교와 아프리카 요루바족의 전통종교가 섞인 혼합 종교인 산테리아(Santería)도 민중 종교로 존재한다. 동부 지역에서는 아이티에서 온 이민자의 영향으로 부두교 신자도 있다. 공산주의 국가로서는 특별하게도, 일본에서 발상된 창가학회도 존재한다.

#### 기독교
쿠바의 국교는 전통적으로 로마 가톨릭교회이지만, 개신교도 소수 존재한다. 정부에서 허가하면 야외에서 종교 집회를 열 수 있으며, 개신교인과 가톨릭교회 신자 모두 사실상 쿠바 공산당(1961년 결성)에 당원으로 가입할 수 있게 하는 등 종교정책은 혁명초기에 비해 많이 온건화되었다. 이는 교황 요한 바오로 2세의 방문과 로마 가톨릭교회의 사회선교에 따른 것이다. 그 증거로 피델 카스트로 쿠바 국가평의회 의장은 1982년 발행된 국제복음주의학생회(IFES)의 소식지《In-Touch》와의 인터뷰에서 쿠바의 공산당원들은 아무런 대가없이 사회선교를 실천하는 가톨릭교회 수녀들을 본받아야 한다고 말했다. 가톨릭교회와 일반적인 개신교들을 제외한 교파로는 세계성공회공동체(Anglican Communion) 소속 쿠바 성공회(스페인어: Iglesia Episcopal de Cuba,Episcopal Church of Cuba)가 있다.

### 음악
쿠바 음악은 스페인계와 아프리카계의 음악이 융합해 태어난 것을 기반으로 여러 요소가 서로 섞여서 만들어진 것으로서 라틴 음악의 중추적인 존재이다. 미국의 재즈 등과 함께 20세기의 대중음악에 큰 영향을 주었다.
대표적인 쿠바 음악은 스페인의 기타와 아프리카의 북을 조합한 요루바계 문화의 영향이 강한 룸바(Rumba)나 손(Son)이 있다. 그 외에도, 대중음악으로서, 트로바나 댄 손과 같이 유럽 음악의 요소가 비교적 강하게 남아 있는 것도 있다. 음악은 유로쿠바 음악, 아바네라(Habanera)와 아프로쿠바 음악인 룸바, 볼레로, 맘보, 차차차 등이 있다. 19 세기에 프랑스의 비제가 아바네라 리듬을 받아들인 때부터 쿠바 음악이 세계적으로 확대되기 시작하였는데, 쿠바 음악은 먼저 1930년에 송(son)이 미국에 소개되었고, 1930년대 이후, 미국을 중심으로 세계로 확산되었다. 1959년 쿠바 혁명 후, 미국과 국교가 단절되고, 또한 경제봉쇄 때문에 쿠바 음악이 세계로 확장되는 경로가 좁아졌다. 그러나 스페인어권 국가에서는 영향력이 지속되었다.
1970년대에서 1980년대는 혁명 이후 쿠바에서 젊은 세대의 운동으로 일어난 누에바 토로바가 라틴 아메리카에서는 사회 현상이라고 할 정도의 인기와 영향력을 얻었다. 또한 아프리카풍 리듬 감각과 소련과의 연계에 의하여 고전적인 기술 체계가 반영된 재즈 연주자의 수준은 아주 높았고 1970년대 후반에 그래미상을 받은 이라케레(Irakere), 1990년대 한 시대를 풍미했던 곤사로 루발카바, 추초 발데스(Chucho Valdés, 이라케레의 리더) 등 다양하고 수준 높은 뮤지션을 낳고 있다. 냉전 후 1990년대가 되면서, 로스 반 반(Los Van Van), 아달베르토 알바레즈 이 수 손(Adalberto Alvarez y su Son) 등 뉴욕 살사의 감각도 받아들인 그룹이 속속 등장하면서 큰 인기를 얻었다. 유럽 등에서 강연하는 연주가도 증가하였다. 1990년대 말에는 노년의 뮤지션을 다루었던 영화(1998년의 빔 벤더스(Wim Wenders) 감독의 작품, "부에나비스타 소셜 클럽")가 세계적으로 인기를 끌기도 하였고, 경제봉쇄가 계속되던 중에도, 미국계 대형 레코드 회사가 차례로 쿠바의 음악가와 계약하고, 일본에 와서 하는 공연도 증가하는 등, 쿠바 붐이라고 불려도 좋을 정도의 활황을 보이고 있다.
쿠바의 국가는 바야모 행진곡(La Bayamesa)이다. 카를로스 마누엘 데 세스페데스(Carlos Manuel de Céspedes)가 작곡하였으며, 공식 국가로 제정된 해는 1902년이다.

### 영화
쿠바는 라틴 아메리카의 영화 대국인 브라질, 아르헨티나, 멕시코에 비해 제작 편수는 적지만 열악한 제작 여건에도 불구하고 질적으로 매우 우수한 영화들을 만들어 왔다. 혁명 정부가 1959년 세운 ICAIC(쿠바 예술, 영화 위원회)의 지원, 기획하에 영화가 제작되어 왔다. 유명한 영화인으로는 《저개발의 기억》(Memorias del subdesarrollo, 1968년), 《딸기와 초콜릿》(Fresa y Chocolate, 1993년)의 토마스 구티에레스 알레아(Tomás Gutiérrez Alea) 감독, 움베르토 솔라스(Humberto Solas), 《인생은 휘파람을 부는 것》(La vida es silbar, 1998년),《아바나 조곡》(Suite Habana, 2003년)의 페르난도 페레스(Fernando Pérez)를 들 수 있다.

### 관광
카리브해에 떠 있는 붉은 섬이라는 별명을 가진 쿠바는 에스파냐와 아프리카의 영향을 받은 문화를 가진 나라이다.

#### 헤밍웨이 박물관
헤밍웨이 박물관(Museo Momerial 'Ernest Hemingway')은 아바나에서 멀지 않은 곳에 어니스트 헤밍웨이가 살았던 집에 있다. 1928년 헤밍웨이가 쿠바를 방문한 후 줄곧 머물며 '노인과 바다' 등의 작품을 쓴 곳으로 내부는 당시의 상태를 보존하고 있으며 '노인과 바다'책이 있는 방, 타이프라이터, 동물박제, 9,000권의 장서가 보관되어 있다.

#### 혁명 박물관
혁명 박물관(Museo de la Revol cion)은 1920∼1960년에는 대통령 관저로 사용되었던 곳이다. 현재 혁명관련 사진자료와 무기가 전시되어 있는 박물관으로 박물관 광장에는 카스트로가 반혁명파의 배를 침몰시킨 전차 Memorial Granma가 전시되어 있다.

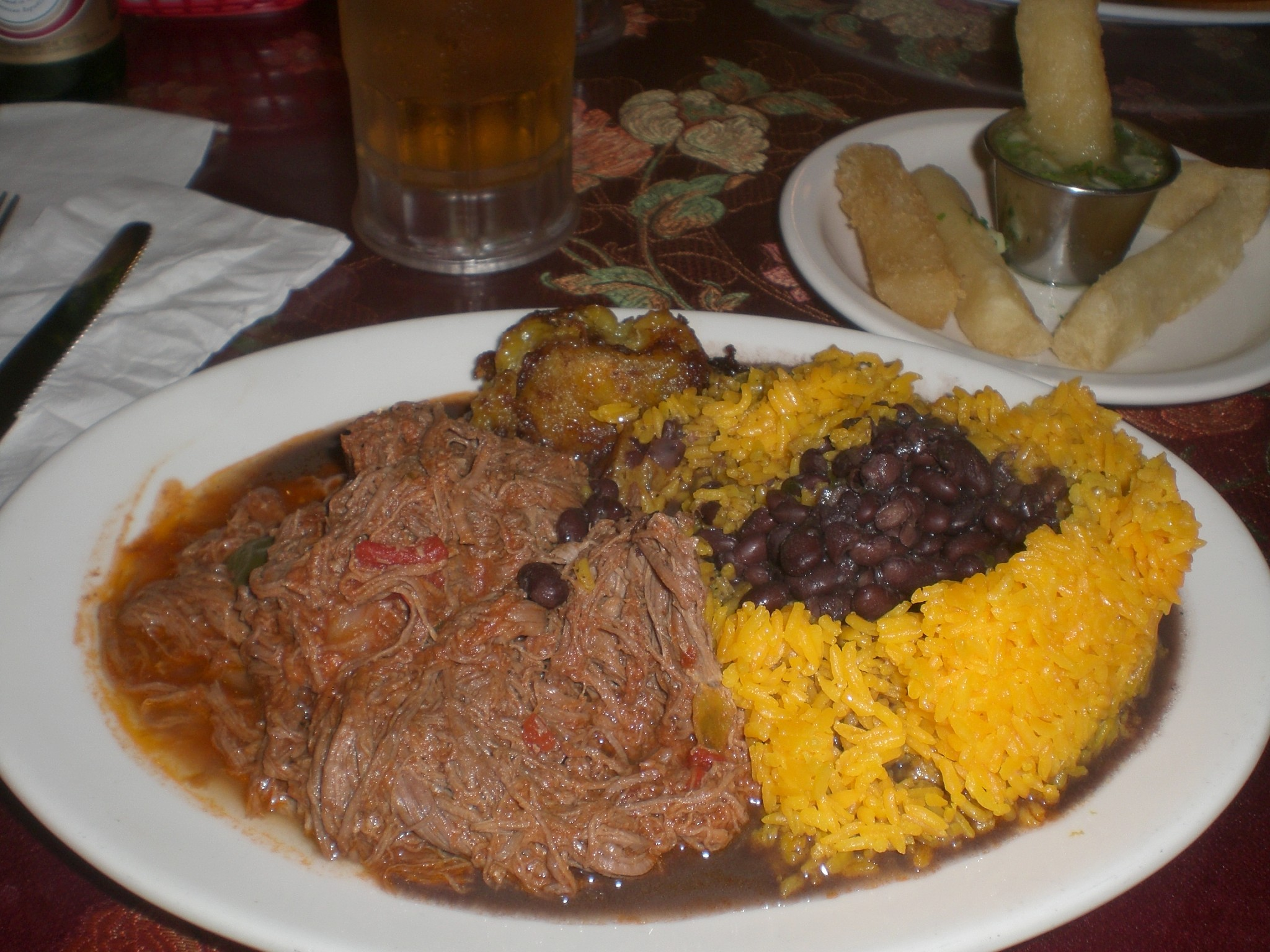
쿠바식으로 요리한 로파 비에하라는 요리. 토마토소스와 콩, 바나나, 유카잎, 노란 쌀로 요리한다.

### 요리
쿠바 요리는 스페인, 카리브해, 아프리카 영향을 다양하게 받아서 섞였다. 또한, 스페인과 미국의 영향이 강하여, 쌀, 콩, 돼지고기를 많이 사용한다. 쿠바 요리는 특이하게도 스페인과 아프리카식 요리법을 자국에 도입한 한편 타국과는 다른 독특한 향이 많이 나타나서 자국의 향취를 풍긴다. 적기는 하지만 수도 아바나를 중심으로 중국 요리의 영향이 나타난다.
역사적 이유로 오래전부터 쿠바 본섬을 비롯해 지역적으로 인구 분포는 상당히 불균형적이다. 아프리카 출신 노예들은 사탕수수 농장에서 상당 부분 기용됐지만 지금도 도시 내부에서는 소수 인구를 차지한다. 담배 플랜테이션과 땅콩 재배 인구도 많다.
쿠바요리는 멕시코 요리와 상당한 연관이 있으며 미국과 유럽 관광객이 많아서 특히 더 다양하다. 라틴 아메리카 요리와 미국 요리가 지니던 특색과는 또 다른 묘미가 있다고들 한다.

## 외교 관계

#### 대남한관계
멕시코, 과테말라 등지에서 일하던 대한민국 농민들이 쿠바로 이주해 에네켄 농장에서 강제노동을 하였다. 그 후 한국 전쟁 때 쿠바의 경제 원조를 지원받기도 하였으나, 1959년에 일어난 쿠바 혁명에 따라 쿠바에 공산주의 정권이 들어서면서 한동안 외교 관계가 없는 상태로 남아 있었다. 2024년 2월 14일, 한국 주유엔 대표부는 쿠바와 양국 유엔대표부 사이 외교 공한(公翰·공적 편지) 교환을 통해 양국 간 외교 및 영사 관계를 수립했다고 밝혔다.
대북한 관계
김일성과 피델 카스트로의 개인적인 우정과 사회주의 및 공산주의 이념의 동맹국으로서 두 나라는 오랫동안 우호 관계를 가져왔다.

#### 대 베네수엘라 관계
쿠바는 미국, 서방 세계와의 경제 제재를 받을 정도로 고통을 주게 되자 기회를 타산지석으로 삼는 나라가 베네수엘라 뿐이다. 베네수엘라는 석유를 돈줄 역할로 쓰면서 쿠바에 석유를 무상으로 공급하고, 쿠바는 반대로 설탕을 베네수엘라에게 이익을 챙기려는 본심이 있다.
대미 관계
쿠바 미사일 위기가 불어닥칠 때 존 F. 케네디 전 미국 대통령과의 악연으로, 오늘날까지 경제 제재를 받는 나라다.

#### 대 캐나다 관계
캐나다는 동방 정책을 취하기 위해 냉전 시절 한국, 미국, 이스라엘, 옛 서독 등과 달리 쿠바와의 외교 관계는 계속 유지중에 있으며, 캐나다에서 쿠바로 건널 때 미국의 동의가 필요하게 되는 경우도 있는 등 외교 활동에 지장을 줄 수 있는 각종 단점들도 물론 가지고 있는 것으로 보인다.

#### 기타 국가와의 관계
쿠바는 일본, 중화인민공화국과는 우호적인 관계를 가지고 있다. 일본의 경우 야구를 일본 프로 야구에 파견시켜서 선수를 배출하는 자격 조건도 충족되어 있다. 중국은 미국과의 사이가 틀어지자 미국과 달리 쿠바와는 거의 친한 편이기도 하다. 또한 스페인의 경우 식민지 시절의 정신을 그대로 남아 있어 스페인이 쿠바에 와인, 올리브 등을 수출시킬 정도로 쿠바인들의 매력을 높일 수 있는 기준이 있다. 또한 러시아의 경우, 카스트로 정권 수립 이후 소련에 문을 두드리기 시작한 시절부터 지금까지 돈독한 사이를 가지고 있다.